# Торшин, Владимир Владимирович
Влади́мир Влади́мирович То́ршин (укр. Володимир Володимирович Торшин; 21 марта 1987, Рени — 22 марта 2022, Мариуполь) — украинский военнослужащий, подполковник, участник российско-украинской войны. Герой Украины (29 сентября 2023, посмертно).

## Биография
С 1996 года с родителями проживал в городе Белгород-Днестровский Одесская область. Окончил военный лицей в Одессе и Львовский институт Сухопутных войск Национального университета «Львовская политехника», учился в Национальном университете обороны Украины в Киеве (2022 должен был заканчивать). Участвовал в антитеррористической операции и операциях Объединённых сил на Востоке Украины.
Участвовал и выступил на митинге-реквиеме по поводу открытия мемориальной доски младшему сержанту николаевской 36-й бригады морской пехоты Александру Вознюку — на помещении Лохвицкого медицинского училища, жизнь которого оборвалась 2 марта 2017 года от разрыва мин возле Мариуполя.
Во время российского вторжения в Украину проходил военную службу в должности командира самоходного артиллерийского дивизиона бригадной артиллерийской группы николаевской 36-й бригады морской пехоты.
Погиб 22 марта 2022 года от авиаудара в Мариуполе.

## Награды
- Звание «Герой Украины» с удостоением ордена «Золотая Звезда» (20 апреля 2022, посмертно) — за личное мужество и героизм, проявленные в защите государственного суверенитета и территориальной целостности Украины, верность военной присяге[6].

- Орден Богдана Хмельницкого II степени (2022, посмертно) — за личное мужество и высокий профессионализм, проявленные в защите государственного суверенитета и территориальной целостности Украины, верность военной присяге.

- Орден Богдана Хмельницкого III степени (2019) — за личное мужество и высокий профессионализм, проявленные в защите государственного суверенитета и территориальной целостности Украины, верность военной присяге.

- Медаль «За военную службу Украине» — за личное мужество и отвагу, проявленные в защите государственных интересов, укрепление обороноспособности и безопасности Украины[7].

## Память
- 26 июля 2024 года в городе Белгород-Днестровский улицу Валентина Катаева переименовали в улицу Владимира Торшина[8].

- В марте 2024 года на здании Белгород-Днестровской школы, где он учился, установлена мемориальная доска.